# 多多良滨之战
多多良滨之战是发生在日本南北朝时代建武3年（1336年）的一次战役，交战双方为南朝的菊池武敏、阿苏惟直和北朝的足利尊氏，交战地点为筑前国多多良滨（今福冈市东区），战役以足利军的胜利告终。